# Half-pipe

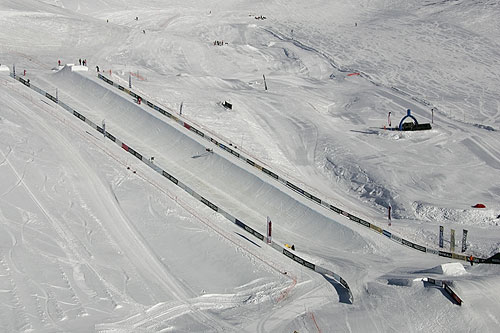
Half-pipe przygotowany dla snowboardzistów

Half-pipe (inaczej rampa) – obiekt sportowy przypominający lekko spłaszczoną rurę o znacznej średnicy przeciętą w poziomie; technicznie składa się z dwóch quarter-pipe’ów postawionych naprzeciw siebie. Half-pipe'y mają pomiędzy rampami szerokie płaskie połączenie (flat bottom), pozwalające sportowcowi odzyskać równowagę po wylądowaniu oraz przygotować się do wykonania następnego triku. Half-pipe’y spotyka się głównie w skateparkach oraz snowparkach. Służą jako miejsce ćwiczeń i zawodów w sportach ekstremalnych, takich jak snowboarding, freeskiing, jazda na deskorolce, freestyle BMX czy wrotkarstwo. Występują one w wielu wysokościach i są popularnym miejscem do jazdy gdyż wprawny sportowiec może jeździć na nich przez długi czas, używając techniki nazywanej pumpingiem, osiągając przy tym duże prędkości. Wysokie (z dużą amplitudą) rampy z pionowym fragmentem to vert, niskie o wysokości poniżej 1,5m to minirampa.

## Konstrukcja
Zazwyczaj wykonane są z drewna i zakończone copingiem. W sportach zimowych pipe’y uzyskuje się poprzez ułożenie śniegu na kształt litery U, jest on wtedy ukierunkowany pod niewielkim stopniem w dół zbocza, po to, aby sportowcy mogli wykorzystywać grawitację do rozpędzenia się. W sportach, takich jak dirtboarding czy motocross, zwykle robi się je wykopując odpowiedni kształt bezpośrednio w ziemi. Niektóre rampy są tworzone ze spawanej warstwy metalu, co skutkuje wybojami i nierówną jazdą. Inną powszechną metodą jest łączenie warstw sklejki drewnianą lub metalową ramą. W niektórych rampach nie ma powierzchni przytwierdzanej za copingiem, umożliwiającej wjazd na rampę z góry („roll-in”). Pozwala to na wykonywanie trików „nad gapem” (np. transfery).
Stosunkowo niedawno wynaleziono nowy materiał zwany hARD. Jest on gładki, łatwy do ukształtowania, trwały i (co prawdopodobnie najważniejsze) wysycha szybko po deszczu. Z hARD-u zrobione są rampy w Homebush w południowej Walii i w West Beach w południowej Australii.